# Dinosaure (espècie)
El dinosaure (Dinosaurus murchisoni) és una espècie extinta de sinàpsid, possiblement de la família dels ftinosúquids, que visqué en allò que avui en dia és l'Europa oriental durant el Permià mitjà, fa entre 264,3 i 266,9 milions d'anys. Se n'han trobat restes fòssils al Baixkortostan (Rússia). Es tracta de l'única espècie del gènere Dinosaurus. El nom genèric Dinosaurus significa ‘llangardaix terrible’ i li fou assignat pel seu aspecte «salvatge i voraç». Malgrat el seu nom, no era un dinosaure en el sentit habitual de la paraula. Fou descrit a partir d'un maxil·lar superior amb part de l'os dental associada.